# Seguro para Viagem
Seguro de viagem , Seguro Viagem ou Seguro para Viagem é o seguro que se destina a cobrir despesas médicas e hospitalares, cancelamento de viagem, bagagem perdida, acidente de voo e outras perdas ocorridas durante a viagem, a nível internacional e também nacional (doméstico).
No Brasil, os planos de Seguro Viagem são regulamentados e supervisionados pela SUSEP - Superitendencia de Seguros Privados.
O seguro de viagem é disponibilizado sob a forma de apólices ou bilhetes e pode ser contratado no momento da reserva de um pacote de viagem para cobrir exatamente a duração dessa viagem ou ainda ser adquirido por meio de empresas especializadas na venda avulsa deste tipo de plano, de modo online ou presencial. 
Existem opções de apólices especificas para o período da viagem e também apólices "multi-viagem" que podem cobrir um número ilimitado de viagens dentro de um determinado período de tempo. Alguns planos oferecem opções de despesas médicas menores, outros possuem coberturas que chegam a centenas de milhares de dólares. 
A SUSEP, estabelece que os planos precisam ser compatíveis com as complexidades hospitalares e garantir a cobertura de valores coerentes com os praticados nas redes de saúde privada no destino internacional ou mesmo doméstico. Os planos mais altos visam atender principalmente a demanda de viajantes para países que possuem altos custos médicos, como, por exemplo, os Estados Unidos e Canadá.

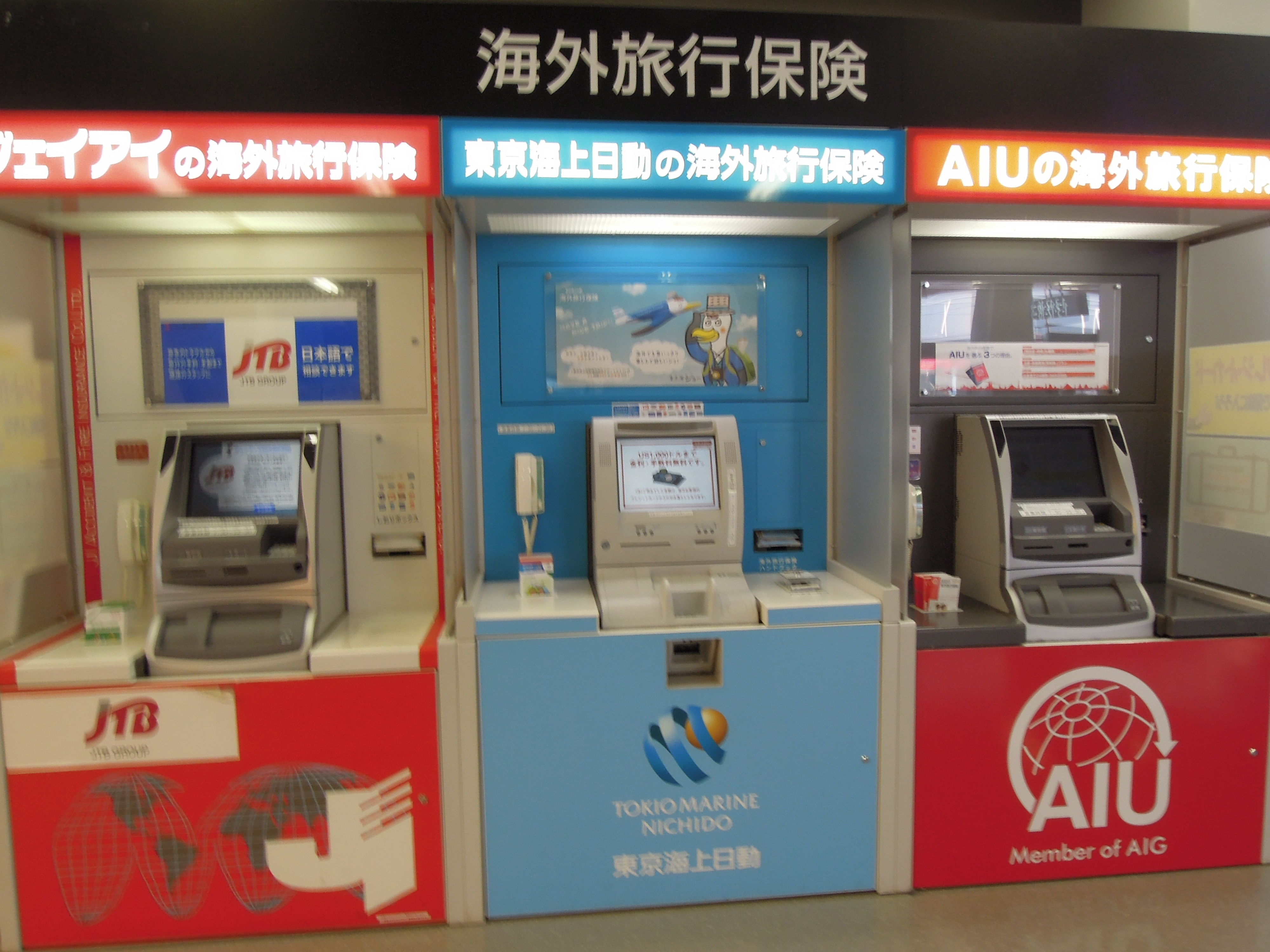
Seguro Viagem vendido no Japão

## Tipos de cobertura
Os riscos mais comuns cobertos pelos planos de seguro de viagem são:
- Atendimento Médico e Hospitalar de urgência e emergência, incluindo odontologia de urgência e transporte para o estabelecimento médico. Também é conhecido pela abreviação DMHO.
- Cancelamento, regresso antecipado e interrupção da viagem
- Todos os custos de viagem e / ou de viagem não utilizados, taxas pré-pagas (incluindo quaisquer despesas de viagem adicionais incorridas, desde que sejam consideradas razoáveis e necessárias) se uma viagem for cancelada ou cortada em uma variedade de circunstâncias, que podem incluir qualquer Do seguinte, dependendo da apólice:
- Morte, lesões corporais, doenças, doenças ou complicações de gravidez
- Quarentena compulsória
- Serviço jurídico
- Ser chamado como testemunha
- Rescisão do emprego (desde que você não soubesse sobre isso antes de reservar o feriado)
- Ser convocado se for membro das forças armadas ou de outra organização de defesa pública ou de segurança
- Proibição de viajar para o destino pretendido (por restrição governamental
- Evacuação oficialmente recomendada do destino pretendido
- Aviso oficial contra ir ou permanecer no destino pretendido
- Morte ou doença grave de um membro da família (sujeito a restrições de idade).
- Repatriação de restos mortais
- Retorno de um menor
- Cancelamento de viagem
- Interrupção de viagem
- Seguro de saúde visitante
- Morte acidental, lesão ou incapacidade
- Despesas de funeral no exterior
- Bagagem perdida, roubada ou danificada, efeitos pessoais ou documentos de viagem
- Bagagem atrasada (e substituição de emergência de itens essenciais)
- A conexão de voo foi perdida devido ao reescalonamento ou atraso da companhia aérea.
- Atrasos de viagem devido ao clima
- Sequestro

A cobertura de despesas médicas e hospitalares pode ser por ocorrência ou limite máximo.

## Cobertura opcional
Alguns planos de seguro de viagem também fornecerão cobertura para custos adicionais, embora estes variem amplamente entre os provedores.
Além disso, muitas vezes o seguro de viagem pode ser adquirido para custos específicos, tais como:
- Condição preexistente (por exemplo, asma, diabetes)
- Esportes com um elemento de risco (por exemplo, esqui, alpinismo, mergulho)
- Viajar para países de alto risco (por exemplo, devido a guerra, desastre natural ou atos de terrorismo)
- Cobertura acidental de morte e desmembramento
- A insolvência do fornecedor (por exemplo, o hotel ou companhia aérea para a qual você fez pagamentos não reembolsáveis entrou em falência)
- Início agudo de doenças caracterizadas como condições preexistentes

## Exclusões comuns
- Viagem com a finalidade de receber tratamento médico ou para realização de parto
- Cirurgia ou tratamento eletivo
- Viagem para Zonas de Guerra
- Terrorismo - A maioria dos planos de cancelamento de viagem exclui coberturas e ressarcimentos para danos ou perdas em função de terrorismo, porém os critérios são determinados nas condições gerais de cada empresa, incluindo a definição, o local de ocorrência e a data de ocorrência
- Lesão ou doença causada por álcool, uso de drogas, armas de fogo ou comportamento criminoso ou imprudente

As condições médicas preexistentes habitualmente devem ser declaradas antes da data de início da viagem, mas isso varia de acordo com a companhia seguradora. Caso seja uma exigência e o viajante ignore este requisito, poderá ter a assistência e a cobertura negada. O Cartão Europeu de Seguro de Saúde (EHIC) dá direito ao tratamento em hospitais estaduais nos países da UE e Islândia, Noruega, Liechtenstein e Suíça.